# Frònesi
La frònesi (en grec φρόνησις) és, segons l'Ètica a Nicòmac d'Aristòtil, la virtut del pensament moral, normalment traduïda com 'saviesa pràctica', de vegades també com a 'prudència' (en cert sentit es contraposa a l'hibris o 'desmesura'). És més específicament una forma de saviesa rellevant a les coses pràctiques, requerint una habilitat per discernir com o per què actuar virtuosament i fomentar la virtut en la pràctica i l'excel·lència del caràcter. Frònesi era un tòpic comú de discussió en l'antiga filosofia grega.
A diferència de la sofia, la frònesi és l'habilitat per pensar com i per què hem d'actuar per canviar les coses, especialment per canviar les nostres vides a millor.
El mot en català «prudència» prové del llatí prudentia. La seva definició era 'consciència', ço és, la comprensió de la diferència entre el bé i el mal. La paraula frònesi prové de froneo, que significa 'comprendre'.

## Visió socràtica
Sòcrates considerà la frònesi com un sinònim de ser una persona virtuosa: pensar amb frònesi, una persona que posseeix virtut. Per consegüent, qualsevol virtuosisme és una forma de frònesi. En la ment socràtica, llavors, frònesi equival a virtuosisme, essent la mateixa cosa. Ser bo és ser una persona intel·ligent o raonable amb pensaments intel·ligents i raonables. La frònesi permet a una persona tenir fortalesa moral o ètica.
Al Menó de Plató, Sòcrates explica com la fronesi, una qualitat sinònima d'enteniment moral, és l'atribut més important d'aprendre, tot i que no pugui ser ensenyat, sinó que és obtingut a través del desenvolupament de la comprensió plena d'un mateix.

## Conceptes relacionats

### Intel·lectual
Al Llibre VI de l'Ètica a Nicòmac, Aristòtil distingeix entre dues virtuts intel·lectuals que de vegades tradueix com 'saviesa': sofia i frònesi. Sofia (de vegades traduïda com 'saviesa teòrica') és una combinació de nous, la capacitat de discernir la realitat, i episteme, una mena de coneixement que és construït lògicament, que es pot ensenyar, i que pot ser igualat a la ciència. La sofia, en altres mots, involucra el raonament concernent a les veritats universals. La frònesi també combina la capacitat de pensament racional, amb un tipus de coneixement. D'una banda, requereix la capacitat de considerar racionalment les accions que puguin resultar en efectes desitjats. Aristòtil diu que la frònesi no és simplement una habilitat (tekne), car involucra no només la capacitat de decidir com atènyer un fi determinat, sinó també la capacitat de reflexionar-hi i determinar-ne bons fins, que siguin consistents amb la idea general de vida plena. Aristòtil assenyala que tot i que la sofia és més elevada i seriosa que la frònesi, la recerca d'uns saviesa i felicitat més elevades requereix ambdues, atès que la frònesi facilita la consecució de sofia. També associa la frònesi amb l'habilitat política.

### Ètica
D'acord amb la teoria aristotèlica sobre retòrica, la frònesi és una de les tres formes d'apel·lar al caràcter (ethos). Les altres dues apel·len respectivament a l'àrete (virtut) i a l'eunoia (bona fe).
Obtenir frònesi requereix experiència, d'acord amb allò que Aristòtil escrigué:
...encara que els joves puguin ser experts en geometria i matemàtiques i en semblants branques del coneixement [sophoi], no considerem que un home jove pugui tenir Prudència [phronimus]. La raó és que la Prudència [phronesis] inclou un coneixement de fets particulars, i això es deriva de l'experiència, la qual un home jove no posseeix; l'experiència és el fruit dels anys.
La frònesi concerneix les particularitats, atès que es preocupa sobre com actuar en situacions particulars. Hom pot aprendre els principis d'acció, però aplicar-los al món real, en situacions que hom pogués no haver previst, requereix de l'experiència del món. Per exemple, si se sap que un hauria de ser honest, hom podria actuar en certes situacions causant dolor i ofensa; saber com aplicar honestedat en equilibri amb altres consideracions i en contexts específics requereix de l'experiència.
Aristòtil sosté que tenir frònesi és una condició necessària i suficient per ser virtuós; atès que la frònesi és pràctica, és impossible ser tant fronètic com acràtic; i.e., persones prudents no poden actuar en contra de llur "millor judici".